# دانتي ستيبيكا
دانتي ستيبيكا (من مواليد 30 مايو 1993، بمدينة سبليت في كرواتيا)، هو لاعب كرة قدم دولي كرواتي، يلعب في مركز حارس المرمي مع نادي نادي بوغون شتشين في الدوري الكرواتي الممتاز ومنتخب كرواتيا.

## وصلات خارجية
- دانتي ستيبيكا على موقع اتحاد كرواتيا (الكرواتية)
- دانتي ستيبيكا على موقع قاعدة بيانات كرة القدم.إي يو (الإنجليزية)
- دانتي ستيبيكا على موقع Soccerway.com (الإنجليزية)